# Haus Langen
Haus Langen ist ein ehemaliges Rittergut mit einer Wassermühle in Westbevern. Es liegt südwestlich des Telgter Stadtteils Westbevern an einem Wehr in der Bever kurz vor ihrer Mündung in die Ems und grenzt an das 31 Hektar große, nach dem Haus benannte Naturschutzgebiet Haus Langen (WAF-010).

## Geschichte
Haus Langen verdankt seinen Namen den Rittern von Langen (einem von zwei westfälischen Uradelsgeschlechtern desselben Namens, und zwar demjenigen „mit den Rauten“ im Wappen). Das älteste Dokument bezeugt die Lehnsherrschaft des Bischofs von Münster im Jahre 1150. Die erste urkundliche Nennung der Burg Langen fällt in das Jahr 1276 anlässlich ihrer vollständigen Zerstörung durch den Münsteraner Bischof Everhard von Diest. Sie wurde anschließend nicht wieder aufgebaut. Bis 1378 in Besitz einer gleichnamigen Familie, gelangte es dann über eine Erbtochter an die von Letmathe. Im Dreißigjährigen Krieg wurde die Wallanlage 1622 als Fluchtburg der Bauern von Westbevern genutzt. 1702 fiel der Besitz aufgrund testamentarischer Bestimmung an Bernhard Engelbert Christian von Beverförde-Werries. Sein Sohn Friedrich Christian adoptierte den Sohn seines Freundes Friedrich Clemens von Elverfeldt zu Dahlhausen und Steinhausen und machte ihn zum Erben. So gelangte der Besitz an die Familie Elverfeldt genannt von Beverfoerde zu Werries.
Anfangs wurde die zum Ensemble gehörende Wassermühle als Ölmühle betrieben, am Ende des 19. Jahrhunderts wurde ausschließlich Korn vermahlen. Bis in die 1960er Jahre war die Mühle in Betrieb.
Im Sommer 1935 lebte und malte der Künstler Otto Pankok kurzweilig auf dem Wasserschloss Haus Langen.
Haus Langen, oft fälschlicherweise mit der Wassermühle gleichgesetzt, ist heute ein beliebtes Ausflugsziel für Radfahrer und Spaziergänger, da das angrenzende Waldgebiet und die Emsaue zwischen den Klatenbergen nördlich Telgte bis zur Haskenau und der Wersemündung nahe Fuestrup für den Autodurchgangsverkehr gesperrt ist. Haus Langen ist unter anderem Station auf dem EmsAuenWeg.

## Beschreibung
Der Plan des Rheinisch-westfälischen Urkatasters aus dem Jahre 1829/30 zeigt eine östlich an die Bever grenzende Anlage, die von zwei konzentrischen Gräftenringen mit einem Gesamtdurchmesser von 350 m umschlossen ist. Die Kernburg zeichnet sich als unregelmäßig querovale Insel ab, die ursprünglich vollständig von einer Gräfte umgeben war. Ein hier befindliches Herrenhaus wurde zu Beginn des 19. Jahrhunderts abgebrochen. Das heutige Haus Langen befindet sich auf der mittleren von drei kleinen Inseln westlich der Kernburg. Vermutlich handelte es sich dabei ursprünglich um ein Gebäude der ehemaligen Vorburg. Es stammt in den ältesten Teilen aus dem Anfang des 17. Jahrhunderts und wurde noch vor 1830 durch einen teilweise in Fachwerkbauweise errichteten Küchenanbau nach Osten erweitert. Die Nebengebäude stammen aus der Mitte des 18. Jahrhunderts. 1276 wurde erstmals eine zur Burg gehörende Mühle erwähnt.

Bilder
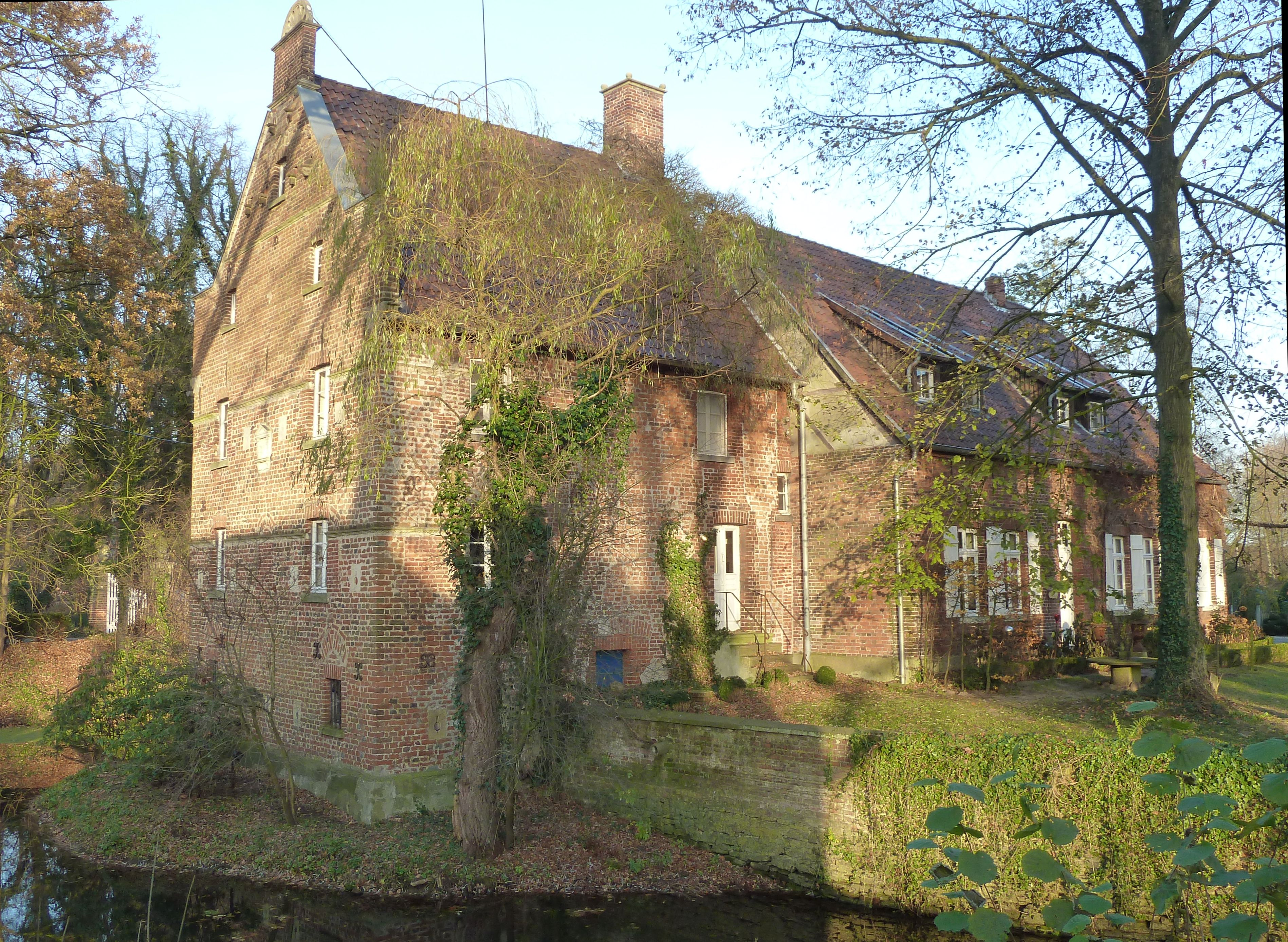
Vorburg von Haus Langen aus der Renaissance – die eigentliche Ritterburg ist lange zerstört
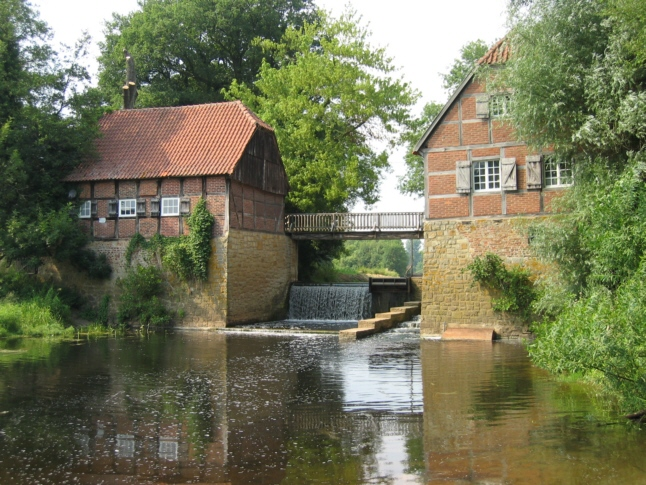
Doppelmühle von Haus Langen
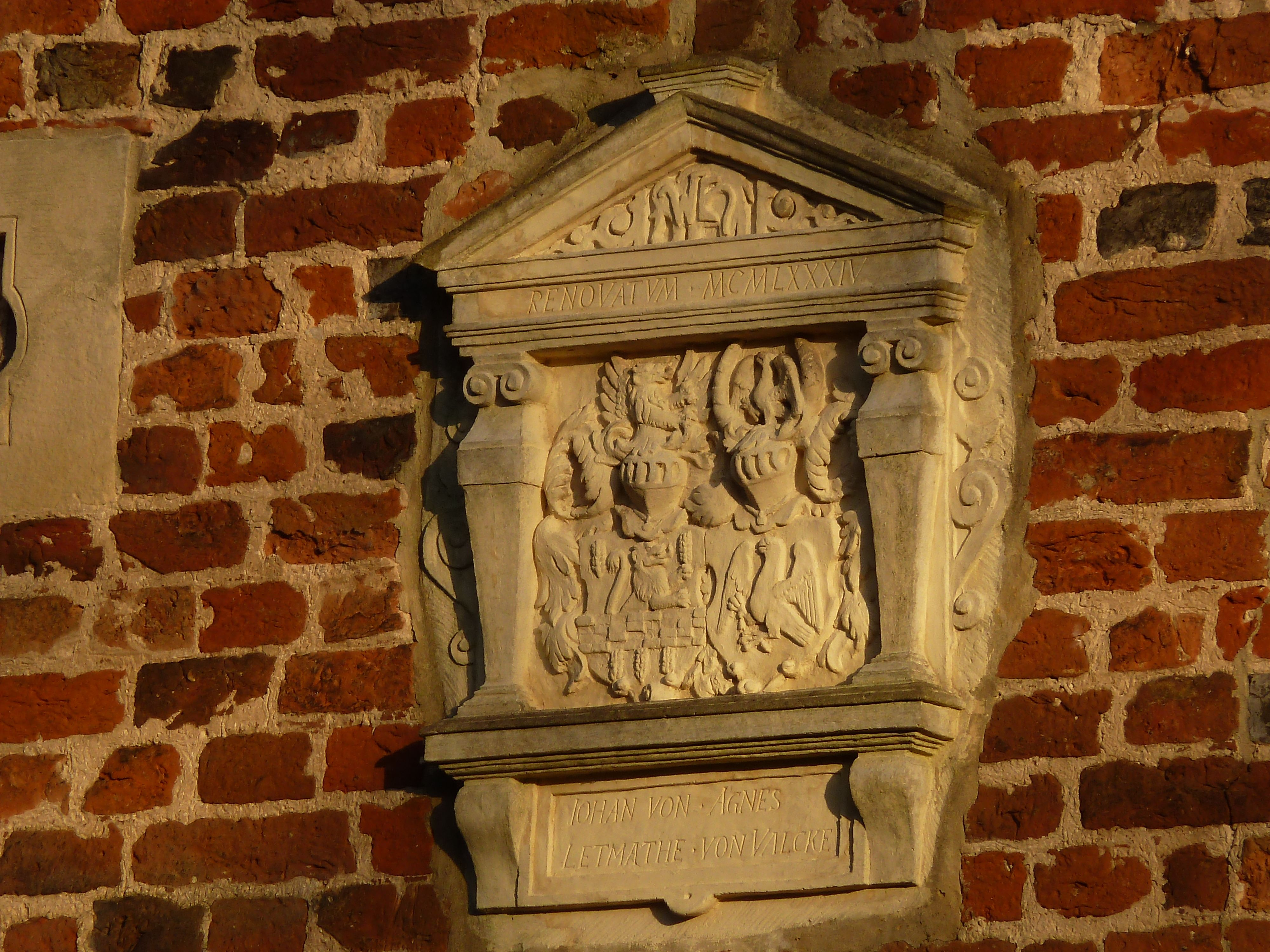
Wappenstein der von Letmathe
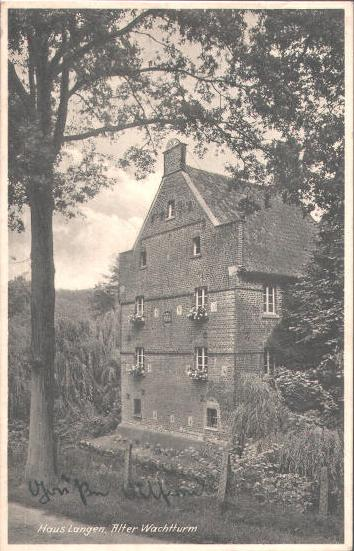
Die Vorburg 1914